# Grupo carbonilo

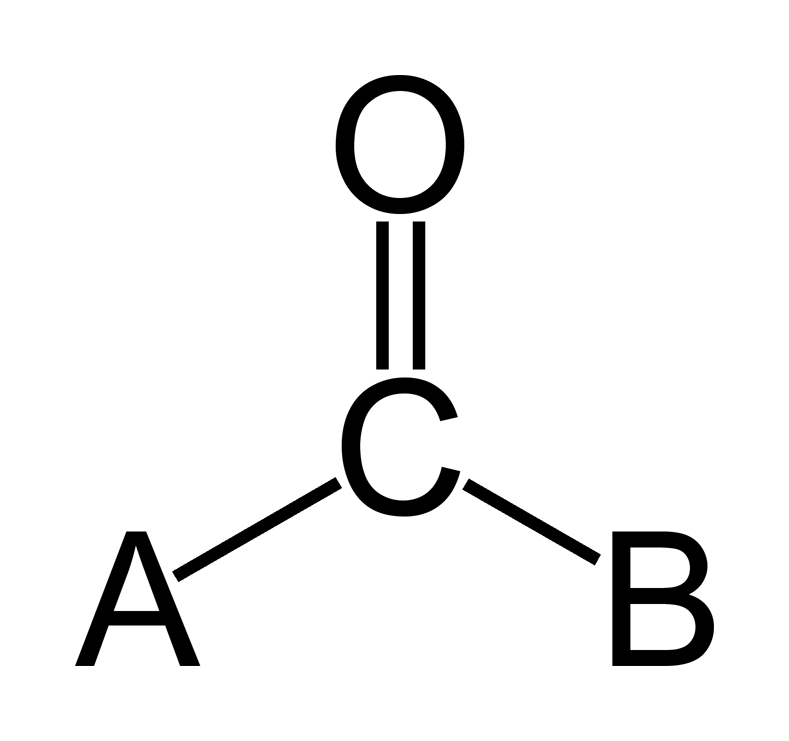
Grupo funcional carbonilíco.

En química orgánica, un grupo carbonilo, carbono acílico o grupo funcional carbonílico es un grupo funcional que consiste en un átomo de carbono con un doble enlace a un átomo de 
oxígeno. La palabra carbonilo puede referirse también al monóxido de carbono como ligando en un complejo inorgánico  u organometálico (e.g. níquel carbonilo); en este caso, el carbono tiene un doble enlace con el oxígeno. 

## Origen del término
El ácido carbónico es un ácido oxácido proveniente del óxido de carbono (IV) (CO2), el cual existe en equilibrio con este último, por ejemplo, en el agua gasificada o la sangre. No es posible obtener ácido carbónico puro ya que la presencia de una sola molécula de agua catalizaría su descomposición inmediata en óxido de carbono (IV) y agua. El ácido pirocarbónico es el dímero del ácido carbónico.
Los sustituyentes generados a partir del ácido carbónico se pueden nombrar de acuerdo a lo que se muestra en la siguiente tabla:
En el último renglón se puede observar que el sustituyente carbonilo se genera por el reemplazo de ambos hidroxilos por valencias disponibles. He ahí la terminación "-ilo" respectiva a todos los sustituyentes con valencias disponibles en el carbono. 
Conceptualmente, el ácido carbónico puede tener varios compuestos derivados por sustitución de los grupos - OH con grupos carbonados o hidrógeno. Un reemplazo con hidrógeno genera el ácido fórmico; un segundo reemplazo genera el formaldehído. Un reemplazo de un hidrógeno por un grupo alquilo genera al grupo aldehído.
Un reemplazo de los - OH con grupos alquilo genera a los ácidos carboxílicos. Un segundo reemplazo por un grupo alquilo genera el grupo cetona.

## Tipos de grupos funcionales carbonílicos
Utilizando al ácido carbónico como referencia, así como sus números de oxidación e hidridaciones, podremos identificar los siguientes grupos funcionales carbonílicos:
- Óxidos de carbono
- Derivados carbónicos
- Derivados carboxílicos
- Derivados formílicos y alquilcarbonilos
- Cetonas

### Óxidos de carbono
El carbonilo más simple es el monóxido de carbono. Este compuesto presenta la energía de disociación de enlace más alta de todas las moléculas neutras, 11.65 eV. El carbono y el oxígeno juntos tienen un total de 10 electrones en la capa de valencia. Siguiendo la regla del octeto tanto para el carbono como para el oxígeno, los dos átomos forman un enlace triple, con seis electrones compartidos en tres orbitales moleculares de enlace, en lugar del enlace doble habitual que se encuentra en los compuestos carbonílicos orgánicos. Dado que cuatro de los electrones compartidos provienen del átomo de oxígeno y solo dos del carbono, un orbital de enlace está ocupado por dos electrones del oxígeno, formando un enlace dativo. Esto causa una polarización C ← O de la molécula, con una pequeña carga negativa en el carbono y una pequeña carga positiva en el oxígeno. Los otros dos orbitales de enlace están cada uno ocupados por un electrón del carbono y uno del oxígeno, formando enlaces covalentes (polares) con una polarización de C → O inversa, ya que el oxígeno es más electronegativo que el carbono. En el monóxido de carbono libre, una carga negativa neta δ– permanece en el extremo del carbono y la molécula tiene un momento dipolar pequeño de 0.122 D. Por lo tanto, la molécula es asimétrica: el oxígeno tiene más densidad de electrones que el carbono y también tiene una carga ligeramente positiva en comparación con el carbono, que es negativo. Por el contrario, la molécula de dinitrógeno isoelectrónica no tiene momento dipolar. En consecuencia, presenta un comportamiento más desviado al ideal, y tiene valores de solubilidad mucho mayores que el dinitrógeno (solubilidad en agua de 27.6 mg / L 25 °C); es soluble en cloroformo, ácido acético, acetato de etilo, etanol, hidróxido de amonio y benceno; su constante de Henry es de 1.04 atm · m3/mol.
El mesómero más importante del monóxido de carbono es C–≡O+. El mesómero menos representativo es la estructura carbénica sin octetos :C=O.
El monóxido de carbono tiene un orden de enlace fraccional computado de 2.6, lo que indica que el "tercer" enlace es importante pero constituye algo menos que un enlace completo. Así, en términos de la teoría de enlace de valencia, el mesómero –C≡O+ es la estructura más probable y de mayor carácter, mientras que: C = O no cumple la regla del octeto, pero tiene una carga formal neutral en cada átomo y representa el segundo contribuyente de resonancia más importante. Debido al par solitario y la divalencia del carbono en esta estructura de resonancia, a menudo se considera que el monóxido de carbono es un carbeno extraordinariamente estabilizado.. Si el monóxido de carbono actúa como un ligando, la polaridad del dipolo puede revertirse con una carga neta negativa en el extremo de oxígeno, dependiendo de la estructura del complejo de coordinación.

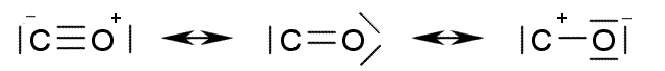
El mesómero más importante del monóxido de carbono es C^{–}≡O^{+}. La contribución de menor carácter es la estructura carbenoide ócteto deficiente :C=O.

La longitud del enlace entre el átomo de carbono y el átomo de oxígeno es 112.8 pm. Esta longitud de enlace es consistente con un enlace triple, como en el nitrógeno molecular (N2), que tiene una longitud de enlace similar (109.76 pm) y casi la misma masa molecular. Los dobles enlaces carbono-oxígeno son significativamente más largos, por ejemplo, 120.8 pm en formaldehído. El punto de ebullición (82 K) y el punto de fusión (68 K) son muy similares a los de N22 (77 K y 63 K, respectivamente). La energía de disociación de enlace de 1072 kJ / mol es más fuerte que la de N22 (942 kJ / mol) y representa el enlace químico más fuerte conocido.
El estado electrónico básico del monóxido de carbono es un estado singlete, ya que no hay electrones no apareados.
Otra familia de oxocarbonos son los monóxidos de carbono lineales CnO. El primer miembro, el ordinario monóxido de carbono CO, parece ser el único que es estable en estado puro a temperatura ambiente. La fotólisis de los dióxidos de carbono lineales en una matriz criogénica lleva a una pérdida de CO, resultando en cantidades detectables de monóxidos pares tales como C2O, C4O, y C6O. Los miembros superiores a n=9 han sido obtenidos también mediante una descarga eléctrica en C3O2 gaseoso diluido en argón. Los primeros tres miembros han sido detectados en el espacio interestelar.
Una familia de óxidos de carbono tiene la fórmula general CnO2, o O=(C=)nO, una cadena lineal de átomos de carbono limitada por átomos de oxígeno en ambos extremos. Los primeros miembros son:
- CO2 o O=C=O, el conocido dióxido de carbono.
- C2O2 o O=C=C=O, la extremadamente inestable etenodiona.[10]
- C3O2 o O=C=C=C=O, el metaestable subóxido de carbono o dióxido de tricarbono.
- C4O2 o O=C=C=C=C=O, el dióxido de tetracarbono o 1,2,3-butatrieno-1,4-diona[11]
- C5O2 o O=C=C=C=C=C=O, el dióxido de pentacarbono,[12] estable en disolución a temperatura ambiente y puro hasta −90 °C.

### Derivados del ácido carbónico
Al sustraer un protón ácido del ácido carbónico se forma el anión carbonato ácido o bicarbonato. Si el bicarbonato tiene como  contraión a un catión metálico o amónico, se forma un bicarbonato del catión. Estos compuestos son considerados inorgánicos, a menos que el contraión catiónico sea orgánico. 
Al sustituir un hidrógeno ácido por un sustituyente orgánico tipo alquilo, vinilo, acetilénico o arilo, se forma el monoéster carbónico o bicarbonato de alquilo.  
Al sustraer dos protones ácidos del ácido carbónico se forma el anión carbonato. Si el carbonato tiene como  contraión a un catión metálico o amónico, se forma un carbonato del catión. 
Al sustituir dos hidrógenos ácidos por un sustituyente orgánico cualquiera tipo alquilo, vinilo, acetilénico o arilo en cada oxígeno, entonces se forma un éster carbónico o carbonato de alquilo. Dado que el ácido carbónico es un diácido, puede haber derivados de mono o di disustitución simétricos o asimétricos.
A las sales dibásicas y los diésteres del ácido carbónico se les denomina carbonatos. 
El ácido pirocarbónico presenta las mismas reglas. 
El ácido carbónico puede tener varios derivados que se forman por reemplazo de un sustituyente hidroxilo (-OH) por un halógeno: 
- Los ácidos monosustituídos son los ácidos halocarbónicos (O ácidos halofórmicos, o ácidos carbonohalídicos).
- Sus ésteres son los halocarbonatos de alquilo.
- Los productos de doble sustitución se nombran como halogenuros de carbonilo.

El ácido carbónico puede tener varios derivados que se forman por reemplazo de un sustituyente hidroxilo (-OH) por un grupo amino ( -NH2): 
- El ácido monosustituido se denomina ácido carbámico.
- Sus ésteres son los carbamatos de alquilo.
- El producto de doble sustitución se nombra sistemáticamente como carbamida, pero es más extendido su nombre común: urea. Los derivados de sustitución en el nitrógeno son denominados ureidos.
- El producto de sustitución en un ácido halocarbónico se nombra sistemática como halogenuro de carbamilo.

Un grupo carbonilo caracteriza los tipos siguientes de compuestos (-CO quiere decir un grupo carbonilo): 
| Compuesto            | Estructura | Fórmula |
| -------------------- | ---------- | --- |
| Ácido carbónico      |            | H2CO3 |
| Éster carbónico      |            | RO(CO)OR' R = H y R' ≠ H "Monoéster carbónico" R ≠ H y R' ≠ H "Éster carbónico" Ejemplo:Carbonato de dietilo |
| Ácido halocarbónico  |            | XCOOH |
| Éster halocarbónico  |            | XCOOR |
| Ácido carbámico      |            | NRR'COOH R = R' = H ; Ácido carbámico propiamente dicho R ≠ H ; Ácidos carbámicos N sustituidos              |
| Éster carbámico      |            | NRR'COOR" R = R' = H ; Uretanos R ≠ H ; Carbamatos N sustituidos                                             |
| Carbamida            |            | NRR'(CO)NR"R"' R = R' = R" = R"' = H ; Urea R ≠ H ; Ureidos                                                  |
| Cloruro de carbamilo |            | XCONRR' |

### Derivados carboxílicos
Las sustitución de un hidroxilo por un  hidrógeno general un ácido muy peculiar, el ácido fórmico, el cual, aunque en los sistemas de nomenclatura se le incluye como un  ácido carboxílico, tiene cierto carácter de aldehído debido al hidrógeno. Por lo tanto, puede considerarse conceptualmente como un grupo funcional diferenciado de los ácidos carboxílicos típicos. 
Sus ésteres se denominan "ésteres fórmicos" o "formatos de alquilo"
Las sustitución conceptual de un hidroxilo del ácido carbónico por un sustituyente de carbono, genera al ácido carboxílico propiamente dicho.  
Sus ésteres se denominan "ésteres carboxílicos" o "carboxilatos de alquilo". A este grupo funcional en particular se le llama en química orgánica éster por antonomasia. 
| Compuesto               | Estructura | Fórmula                                                         |
| ----------------------- | ---------- | --------------------------------------------------------------- |
| Ácido fórmico           |            | HCOOH                                                           |
| Éster fórmico           |            | HCOOR                                                           |
| Ácido carboxílico       |            | RCOOH                                                           |
| Éster carboxílico       |            | RCOOR'                                                          |
| Anhídrido carboxílico   |            | (RCO)2O R = H ; Anhídrido fórmico R ≠ H ; Anhídrido carboxílico |
| Ácido peroxifórmico     |            | HCOO2H                                                          |
| Ácido peroxicarboxílico |            | RCOO2H                                                          |

Existen ácidos carboxílicos con denominaciones especiales debido a que tienen variantes en reactividad química con respecto a sus análogos alifáticos:
| Compuesto              | Estructura | Fórmula    | Comentarios |
| ---------------------- | ---------- | ---------- | --- |
| Ácido acético          |            | H3CCOOH    | Único caso en el que un ácido carboxílico va unido a un carbono primario. |
| Ácido trifluoroacético |            | F3CCOOH    | Único caso en el que un ácido carboxílico va unido a un carbono trifluorado. |
| Ácido piválico         |            | (CH3)3COOH | Caso representativo y el más sencillo de un ácido carboxílico unido a un carbono cauternario. |
| Ácido oxálico          |            | (COOH)2    | Único caso en el que un ácido carboxílico se encuentra conectado vecinalmente a otro carboxilo. Se oxida más favorablemente que cualquier otro ácido carboxílico. Es referencia para nombrar y denominar a los sistemas dicarbonílicos vecinales. |
| Ácido malónico         |            | CH2(COOH)2 | Ácido dicarboxílico que es referencia para nombrar y denominar a los sistemas β--dicarbonílicos. Son muy peculiares porque sus monoésteres presentan un mecanismo de descarboxilación muy característico y representativo de modo genérico para β-cetoácidos y ácidos α-formilcarboxílicos. Sus diésteres tienen un comportamiento ácido base representativo también para β-cetoaldehídos y 1,3-dicetonas (v.Síntesis malónica y Condensación de Knoevenagel). |
| Ácido acrílico         |            | H2C=CHCOOH | Caso representativo y el más sencillo de los ácidos carboxílicos α,β-insaturados. |
| Ácido propargílico     |            | HCCCOOH    | Caso representativo y el más sencillo de los ácidos acetilencarboxílicos. |
| Ácido benzoico         |            | PhCOOH     | Caso representativo y el más sencillo de los ácidos arilcarboxílicos. |

## Aldehídos y cetonas
| Compuesto    | Estructura | Fórmula |
| ------------ | ---------- | ------- |
| Formaldehído |            | CH2O    |
| Aldehído     |            | RCHO    |
| Cetona       |            | RCOR'   |
| Cetena       |            | RR'C=CO |

Existen denominaciones especiales en los siguientes aldehídos debido a sus variantes en su reactividad química con respecto a sus homólogos alifáticos:
| Compuesto             | Estructura | Fórmula    | Comentarios |
| --------------------- | ---------- | ---------- | --- |
| Acetaldehído          |            | H3CCHO     | Único caso en el que el R de un aldehído va unido a un carbono primario. |
| Trifluoroacetaldehído |            | F3CCHO     | Único caso en el que un aldehído va unido a un carbono trifluorado. |
| Pivalaldehído         |            | (CH3)3CCHO | Caso representativo y el más sencillo de un aldehído unido a un carbono cuaternario. |
| Glioxal               |            | (CHO)2     | Único caso en el que un aldehído se encuentra conectado vecinalmente a otro formilo. Se oxida más favorablemente que cualquier otro aldehído. Cuando el aldehído está conectado a un carboxilo se denomina ácido glioxálico. |
| Acroleína             |            | H2C=CHCHO  | Caso representativo y el más sencillo de los aldehídos α,β-insaturados. |
| Propargilaldehído     |            | HCCCHO     | Caso representativo y el más sencillo de los ácidos acetilencarboxílicos. |
| Benzaldehído          |            | PhCHO      | Caso representativo y el más sencillo de los arilcarbaldehídos. |

Existen denominaciones especiales en las siguientes cetonas debido a sus variantes en su reactividad química con respecto a sus homólogos alifáticos:
| Compuesto                  | Estructura | Fórmula      | Comentarios |
| -------------------------- | ---------- | ------------ | --- |
| Metilcetona                |            | R(CH3)CO     | El carbonilo de la cetona va conectado a un carbono primario. Si R = CH3, el caso particular es de la acetona. Todas las metilcetonas dan positiva la prueba del haloformo, a diferencia del resto de las cetonas. |
| Ciclopropanona             |            | (CH2)2CO     | A diferencia del resto de las cetonas endocíclicas, reaccionan como 1,3-dipolo en reacciones de cicloadición, por ejemplo, con dienos cíclicos como el furano.Esto se explica porque el anillo de propano se rompe reversiblemente. |
| Pivalona                   |            | [(CH3)3C]2CO | Caso representativo y el más sencillo de una cetona cuyo carbonilo va unido a dos carbonos cuaternarios. El alto impedimento estérico modifica considerablemente la velocidad e inclusive la viabilidad de las reacciones con respecto a otras cetonas. |
| 1,2-Dicetona o diacilo     |            | RCO-COR'     | Una característica que las distingue es el largo enlace C-C que une los grupos carbonilo (aproximadamente 1,54 Å), en comparación con 1,45 Å para el enlace correspondiente en 1,3-butadieno. El efecto se atribuye a la repulsión entre las cargas positivas parciales de los átomos de carbono carbonilo. Estas cetonas son más susceptibles a la oxidación con agentes que no afectan a otras cetonas, por ejemplo el reactivo de Jones o de Baeyer. |
| Aciloína o α-hidroxicetona |            | RCH(OH)-COR' | Cetonas con un alcohol como vecino. Presentan reactividad característica como la transposición de Lobry de Bruyn–van Ekenstein y la condensación aciloínica reversa. Son tautoméricas a las reductonas. |
| Ácido pirúvico             |            | CH3COCOOH    | Caso representativo de una alquil carboxil cetona, denominado por la IUPAC como ácido alfa-ceto. Estas cetonas son más susceptibles a la descarboxilación oxidativa con agentes que no afectan a otras cetonas, por ejemplo el reactivo de Jones o de Baeyer. Son más ácidas que los ácidos carboxílicos convencionales. |
| Ácido mesoxálico           |            | (COOH)2CO    | Único caso en donde el carbonilo de cetona va conectado a dos carboxilos. Estas cetonas son más susceptibles a la descarboxilación oxidativa con agentes que no afectan a otras cetonas, por ejemplo el reactivo de Jones o de Baeyer. |
| Enona                      |            | H2C=CHCHO    | Cetonas α,β-insaturadas que se encuentran en resonancia α,β-C=O y favorecen la adición de Michael. |
| Quinona                    |            |              | Sistemas cetónicos especiales intercambiables con ciertos fenoles por redox. |
| Fenona                     |            | PhCOR        | Cetonas en las que al menos un sustituyente es un grupo arilo. Cuando R = Ar, se denominan de manera genérica benzofenonas |

## Reactividad
Los grupos carbonilos pueden ser reducidos por los reactivos hidruros como NaBH4 y LiAlH4, y por los reactivos organometálicos como los reactivos organolitios y los reactivos de Grignard. 
Otras reacciones importantes de este grupo incluyen:
- Reducción de Wolff-Kishner
- Reducción de Clemmensen
- Conversión en tioacetales
- Hidratación a los hemiacetales y a los hemicetales, y luego a los acetales y a los cetales
- Reacción con el amoníaco y con las aminas primarias, produciendo iminas
- Reacción con los hidroxilaminas, produciendo oximas
- Reacción con el anión cianuro, produciendo cianhidrinas
- Oxidación con las oxaziridinas, producieno α-hidroxicetonas (o α-hidroxialdehídos).
- Reacción con el reactivo de Tebbe o con un reactivo de Wittig, produciendo alquenos.
- Reacción de Perkin
- Reacción de Tischenko
- La condensación aldólica, produciendo compuestos β-hidroxicarbonilos y luego compuestos carbonilos α,β-insaturados.
- La Reacción de Cannizzaro, produciendo alcoholes y ácidos carboxílicos

## Compuestos carbonilos α,β-Insaturados
Los compuestos carbonilos α,β-insaturados son una clase importante de los compuestos carbonilos que poseen la estructura general Cβ=Cα−C=O. En estos compuestos el grupo carbonilo está conjugado con un alqueno, y de esto provienen algunas propiedades especiales. Algunos ejemplos de los compuestos carbonilos α,β-insaturados son la acroleína, el óxido de mesitilo, el ácido acrílico, y el ácido maleico. Los compuestos carbonilos insaturados pueden prepararse en el laboratorio también por la reacción aldólica o por la reacción de Perkin.
El grupo carbonilo, sea aldehído o ácido, atrae hacia sí los electrones del alqueno, y entonces el grupo alqueno en un compuesto carbonílico insaturado está desactivado hacia electrófilos como el bromo o el cloruro de hidrógeno. Como regla general, con los electrófilos asimétricos, el hídrogeno se agrega a la posición α en una adición electrofílica. 
Por otra parte, estos compuestos son activados hacia los nucleófilos en la adición nucleofílica.

## Espectroscopía
- Espectroscopía infrarroja: el doble enlace C=O absorbe la luz infrarroja de las longitudes de onda aproximadamente entre 1680–1750 cm−1. Esta zona de absorción se llama el "estiramiento carbonilo" cuando se ve en un espectro de absorción infrarrojo.
- Resonancia magnética nuclear: el doble enlace C=O muestra resonancias diferentes, dependiendo de los átomos vecinos.
- Espectroscopía de masas.

## Otros compuestos carbonilos orgánicos
- Urea
- Carbamatos

## Compuestos carbonilos inorgánicos
- Dióxido de carbono
- Sulfuro de carbonilo
- Fosgeno